# Radio 80
Radio 80 fue una cadena de radio española especializada en los éxitos musicales de la década de los 60, 70 y 80.

## Historia
Con el nombre de Radio 80 (Cadena 80) empezó a emitir en 1982, con una red de 19 emisoras repartidas por todo el territorio español. Su accionista mayoritario era EDICA (Editorial Católica) y Luis Ángel de la Viuda su primer director —había sido uno de los fundadores—. 
En 1984 fue adquirida por Antena 3 Radio, que poco después la reconvierte en una radiofórmula musical de oldies, adoptando el nombre de Radio 80 Serie Oro. Como tal emitiría hasta 1993, contando con un total de 23 frecuencias.
La entrada del Grupo Prisa en el capital de Antena 3 Radio provocó la fusión de Radio 80 Serie Oro con Radio Minuto y el nacimiento de M80 Serie Oro, bajo la dirección de José Ramón Pardo a partir de enero de 1993. En 1994 pasó a denominarse M80 Radio.

## Programación
Cabe destacar, entre las peculiaridades de su programación, la emisión de noticias a todas las horas menos tres minutos. Francisco Fernández Oria y Ana Lozano eran los responsables del programa matutino Para empezar, de información general. De nueve a doce estaba en antena José María Íñigo, con el programa Radiomañana, que se definía como «una revista radiofónica con todo para todos». En 1983 le sustituyó José Luis Arriaza con el espacio El bus de las 8 y media. A las doce entraba A nuestro aire, un espacio que se prolongaba hasta las cuatro de la tarde, cuyos responsables eran Pedro Meyer —periodista del Telediario de las nueve de la noche—, Juan Antonio Fernández Abajo, José Ángel de la Casa y María Eugenia Díez. A continuación y durante dos horas, Entre nosotras, un programa que se anunciaba como «la vida de cada día desde la óptica femenina», dirigido por Ana Rosa Quintana, locutora que también trabajaba en los telediarios desde que fue contratada en tiempos del director general Carlos Robles Piquer. Después, y durante otras dos horas, el programa musical Canguro presentado por Carlos Finali. A las ocho de la tarde, durante media hora, un espacio informativo, seguido por otros treinta minutos de deportes. Por la noche, Mundo 80, que constaba de mesas redondas, entrevistas, coloquios, etcétera, durante una hora; otro informativo de media hora a las once, seguido de un bloque deportivo de igual duración y de Luna nueva, un musical que presenta la también locutora de TVE Cristina García Ramos. Restaban seis horas nocturnas bajo el título Al ritmo de la madrugada, espacio musical dirigido por Adolfo Sobenes.
A partir del 28 de enero de 1985, y como consecuencia de la fusión de PRETESA con Antena 3, Radio 80 pasó a llamarse Radio 80 Serie Oro. Esta cadena ofrecía, durante las 24 horas, 1000 canciones de los últimos 30 años, salpicado de informativos cada 60 minutos, a las medias horas, y los fines de semana se ofrecía música discotequera, entre las 17 y las 22 horas.
Como dato curioso, Radio 80 Serie Oro ofreció en sus inicios, un programa con música y noticias en inglés, de 6 a 8 de la mañana.

## Antiguas frecuencias

### FM

#### Andalucía
- Granada: 89.3 FM (Ahora Los40 Classic)
- Sevilla: 94.8 FM (Ahora Los40 Classic)

#### Aragón
- Huesca: 88.9 FM (Ahora Los40 Classic)
- Zaragoza: 98.6 FM (Ahora SER + Radio Zaragoza)

#### Asturias
- Oviedo: 95.2 FM (Ahora Onda Cero Oviedo)

#### Canarias
- Las Palmas de Gran Canaria: 94.4 FM (Ahora Los40)
- Santa Cruz de Tenerife: 100.1 FM (Ahora Los40 Classic)

#### Castilla-La Mancha
- Toledo: 94.2 FM (Ahora Los40)

#### Castilla y León
- Burgos: 97.1 FM (Ahora Cadena SER Burgos)
- León: 92.6 FM (Ahora Cadena SER León)
- Segovia: 94.8 FM (Ahora Cadena Dial Segovia)
- Valladolid: 98.1 FM (Ahora Los40 Classic)

#### Cataluña
- Barcelona: 90.5 FM (Ahora Los40 Classic)
- Tarragona: 95.3 FM (Ahora Onda Cero Tarragona)

#### Comunidad de Madrid
- Madrid: 89.0 FM (Ahora Los40 Classic)

#### Comunidad Valenciana
- Alicante: 90.0 FM (Ahora Los40 Classic)
- Valencia: 96.1 FM (Ahora Los40 Classic)

#### Extremadura
- Badajoz: 93.5 FM (Ahora Cadena Dial Badajoz)
- Cáceres: 92.6 FM (Ahora Los 40 Cáceres)

#### Galicia
- La Coruña: 92.6 FM (Ahora Radio Voz Coruña)

#### Islas Baleares
- Menorca: 98.4 FM (Ahora Cadena Dial Menorca)

#### Navarra
- Pamplona: 94.2 FM (Ahora Onda Cero Pamplona)
- Tudela: 103.1 FM (Ahora COPE Tudela)